# Vielblütiges Goldschlafmoos
Das Vielblütige Goldschlafmoos (Campylium polygamum) ist als Indikator für Moorgebiete von besonderer Bedeutung. In einigen Bundesländern wird es auf der Roten Liste geführt.

## Erkennungsmerkmale

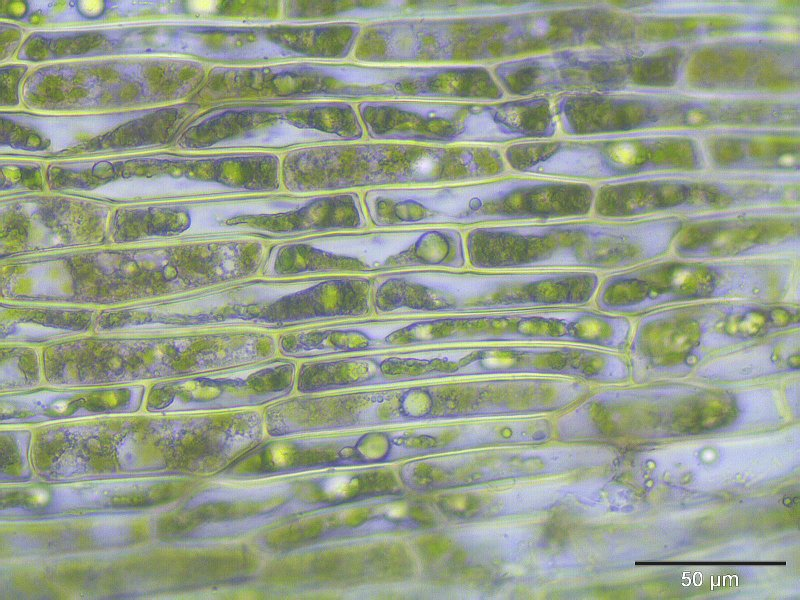
Laminazellen

Campylium polygamum zeichnet sich vor allem durch seine sparrig abstehenden Blätter aus. Das aufrecht wachsende Moos bildet lockere, gelblich grüne bis goldbraune Rasen. Seine bis 10 cm langen Stängel sind unregelmäßig beastet. Die verlängert eilanzettlichen Blätter sind allmählich in eine Spitze verschmälert und werden bis 3 mm lang. Die Laminazellen sind verlängert rechteckig und werden etwa 40 bis 60 µm lang und 10 bis 15 µm breit. Nahe der Blattbasis sind diese zumeist deutlich getüpfelt. Die oft gebräunten, dem Blatt herablaufenden Blattflügelzellen sind aufgeblasen, dickwandig und meist getüpfelt. Verwechslungsgefahr besteht mit Drepanocladus aduncus, welches jedoch nie getüpfelte Zellen hat.

## Vorkommen
Das Moos besiedelt lichte, basenreiche, nährstoffarme, feuchte bis nasse Nieder- und Zwischenmoore. Es ist auch über Torf und anderen abgestorbenen Pflanzenteilen zu finden. Selten kommt es auf übererdetem Gestein vor. Typische Begleitmoose sind Calliergonella cuspidata und Bryum pseudotriquetrum. Die Art ist in ganz Europa bis nach Zentralasien, in Teilen Amerikas und Australiens zerstreut verbreitet. Dabei tritt das Moos sehr häufig in besonders kleinen Populationen auf und ist vor allem durch die Zerstörung seiner quellig-moorigen Standorte bedroht. Außerhalb der Alpen ist es in Deutschland ziemlich selten.